# Рогачевський Євген
Євген Рогачевський — український музикант, гітарист гурту «Воплі Відоплясова», колишній учасник київського гурту «Иіцкій Аун».

## Життєпис
На початку 90-х у Києві існував гурт «Иіцкій Аун», в якому Євген був гітаристом. Незважаючи на важкі часи, і відсутність перспектив, колектив мав деяку популярність. Існує версія, що сама назва — «Иіцкій Аун» — це заклинання, північних народів, який вони часто використовують на полюванні.
У той же час з Франції повернулися «Воплі Відоплясова». Французи, які складали половину складу колективу, не захотіли лишатися в Україні, тому легендарний колектив існував у розібраному стані, складаючись лише з Скрипки та Піпи. Перед музикантами постало питання пошуку нових гітариста та ударника.
Хтось зі знайомих, порадив Олегові відвідати виступ самобутнього київського колективу з незвичайною назвою. Там Скрипка побачив вперше Рогачевського і запропонував йому приєднатися до гурту. Таким чином Євген став гітаристом оновленного складу ВВ.
2006 року компанія «Moon records» видала однойменний дводисковий альбом-компіляцію «Иіцкій Аун». Туди потрапили як старі так і відносно нові твори музиканта.
В 2013 випустив сольний альбом «Разом назавжди».